# Oliva Gessi
Oliva Gessi (Ulìva in dialetto oltrepadano) è un comune italiano di 172 abitanti della provincia di Pavia in Lombardia. Si trova sulle colline dell'Oltrepò Pavese, tra Casteggio e Montalto Pavese, presso i torrenti Rile San Zeno e Verzate. Ai depositi gessosi (formazione gessoso-solfifera), anticamente sfruttati e situati nella località Gessi, è dovuta la seconda parte del nome.

## Storia

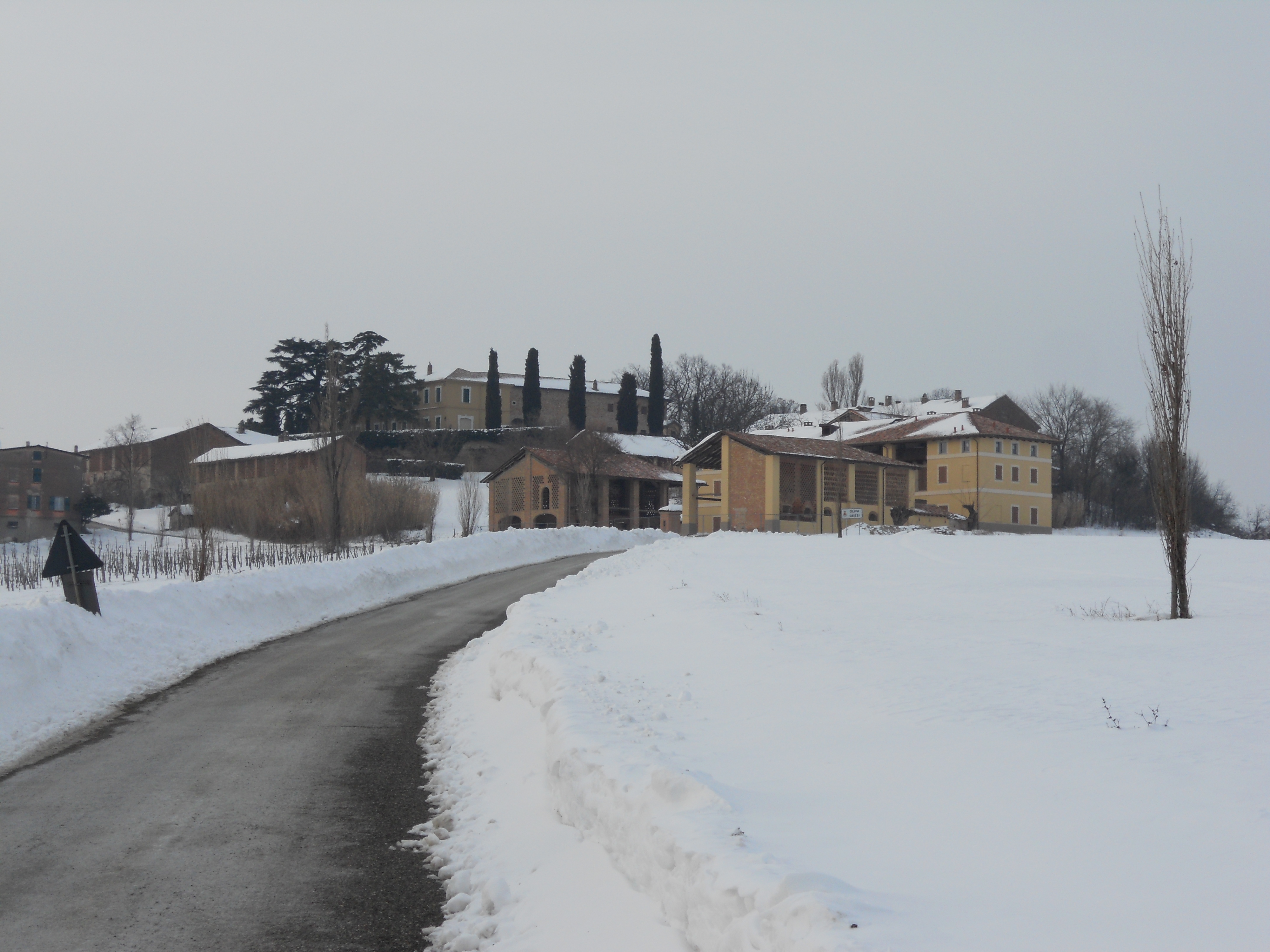
Panorama invernale di Oliva Gessi

Oliva è nota fin dal 972, quando fu donata dall'imperatore Ottone I alla nuora Teofano, che successivamente a sua volta la donò (insieme ad altri beni nelle vicine località di Montalto e Mairano presso Casteggio) al monastero pavese di Santa Maria delle Cacce. 
Passato insieme ai paesi vicini sotto il dominio di Pavia nel1164, fu incluso nella podesteria o squadra di Montalto, infeudata alla famiglia pavese Belcredi. Il dominio del monastero proseguì, come semplice possesso fondiario, sotto la signoria dei feudatari di Montalto; prima del XVII secolo la proprietà era passata alla famiglia pavese Isimbardi, feudatari della vicina Santa Giuletta, che possedeva il castello e circa due terzi delle terre del comune. Dagli Isimbardi, verso la fine del XIX secolo la proprietà della tenuta di Oliva (280 ha) fu acquistata dai De Benedetti di Torino. Ricordiamo che il professor Abramo De Benedetti partecipò all'Esposizione generale italiana di Torino del 1884 ottenendo la medaglia d'argento per il modo esemplare con cui era gestita la tenuta; il figlio ed erede Ugo nel 1943 fu catturato dai tedeschi e morì ad Auschwitz. Dopo l'ultima guerra la tenuta passò ad un'altra famiglia milanese.
Tra il 1928 e 1946 il comune fu soppresso e aggregato a quello di Corvino San Quirico.
- È il paese natale del vescovo e martire Luigi Versiglia, la famiglia del quale vi gestiva la piccola privativa di sali e tabacchi, unico negozio locale di alimentari. La casa natale è stata trasformata in museo e in onore suo e al compagno di martirio Callisto Caravario è stata eretta la Salita dei martiri, che conduce alla chiesa parrocchiale[9][10].

## Monumenti e luoghi di interesse
- Castello di Oliva Gessi

## Società

### Evoluzione demografica
Abitanti censiti

## Cultura

### Teatro
La piccola comunità è molto legata all'arte teatrale.
Da ricordare il teatro "Maurizio Defilippi", il più grande d'Europa in relazione al numero degli abitanti (100 posti per 160 abitanti circa), e la compagnia teatrale "G74" che quivi opera dal 1974. Ne fu regista fino alla sua scomparsa l'attore comico vogherese Beppe Buzzi.

## Amministrazione

### Sindaco
Andrea Defilippi (Lista Civica) dal 26/5/2019

### Unione di Comuni
Fa parte insieme a Corvino San Quirico e a Mornico Losana dell'Unione dei Comuni Lombardi dell'Oltrepò Centrale

### Comunità montane
Ha fatto parte sino al 6 giugno 2009 della fascia bassa della Comunità montana Oltrepò Pavese